# Avenue Bosquet
Cet article possède un paronyme, voir Rue Bosquet.
Pour les articles homonymes, voir Bosquet (homonymie).
L'avenue Bosquet est une avenue du 7e arrondissement de Paris. Sa longueur est de 820 mètres et sa largeur de 36 mètres.

## Situation et accès
Voie à sens unique, l'avenue débute au niveau de la place de l'École-Militaire et s'achève sur la place de la Résistance.
L'avenue est desservie au nord par la ligne C du RER à la gare du Pont de l'Alma et au sud par la ligne 8 à la station École Militaire.

## Origine du nom

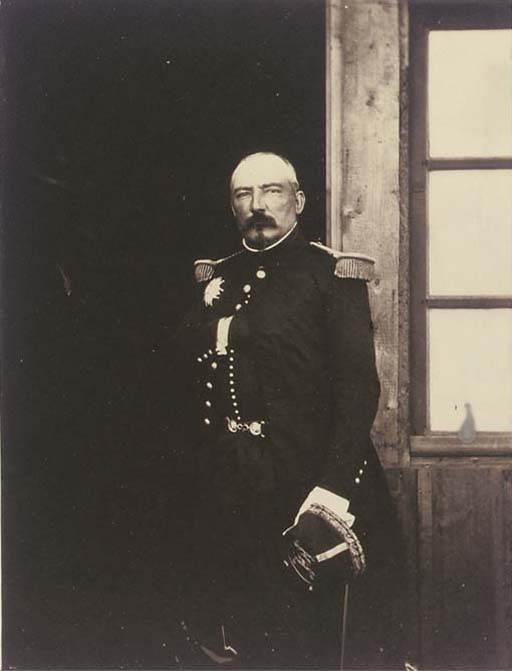
Pierre Joseph François Bosquet, vers 1855.

Cette voie rend hommage au maréchal Pierre Joseph François Bosquet (1810-1861).

## Historique

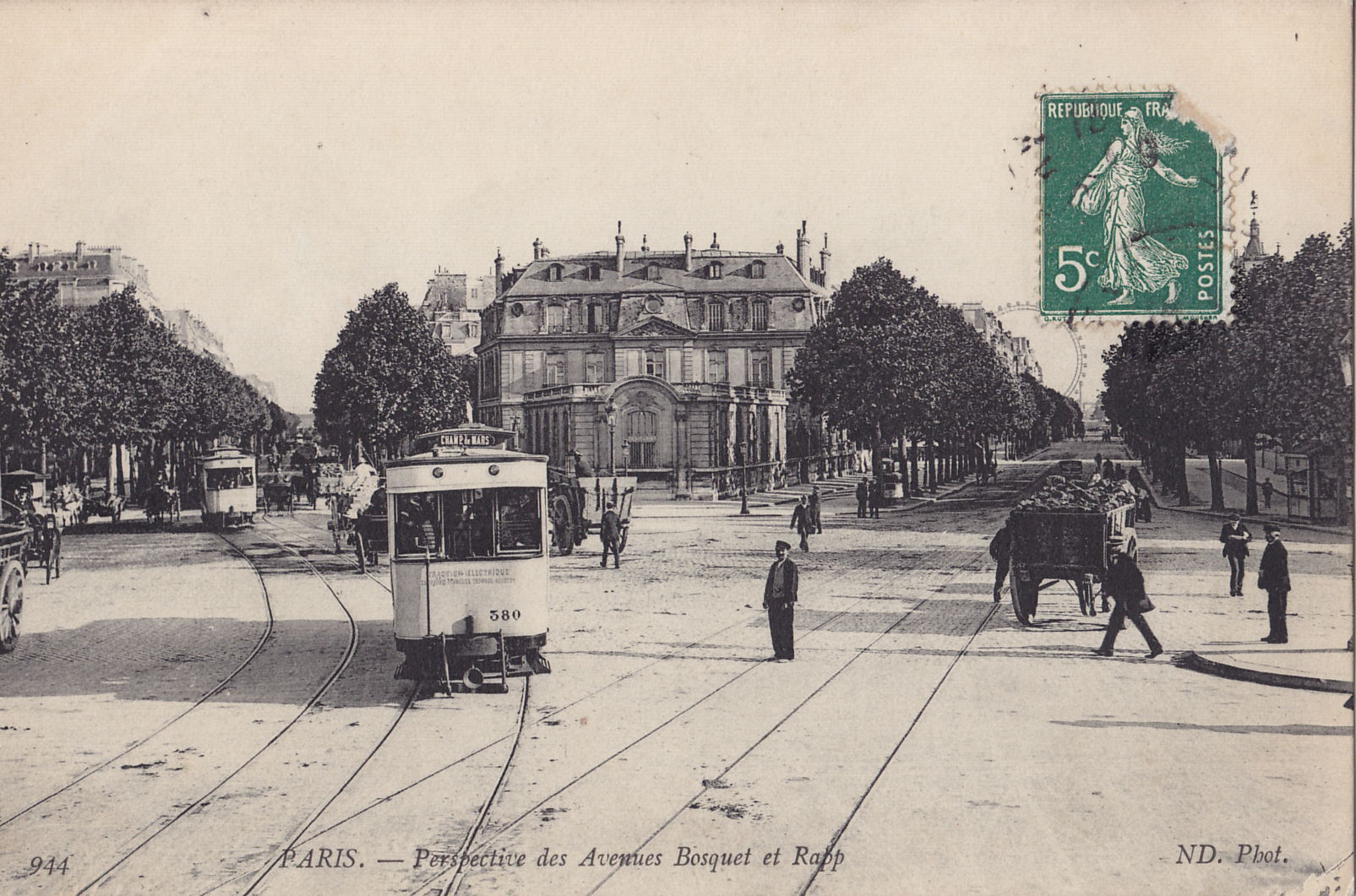
Perspective des avenues Bosquet et Rapp vers 1909, alors desservies par les tramways de la Compagnie générale des omnibus.

Ouverte en 1858, sous le nom de « boulevard de l'Alma », elle a absorbé :
- la rue de la Vierge, qui était comprise entre le quai d'Orsay et la rue Saint-Dominique ;
- la rue Neuve-de-la-Vierge et la rue du Champ-de-la-Vierge, qui étaient comprises entre la rue de Grenelle et l'avenue de la Motte-Picquet.

Elle est renommée « avenue Bosquet » en 1864.
La partie de l'avenue Bosquet qui était comprise entre la rue Cognacq-Jay et le quai d'Orsay a été englobée dans la place de la Résistance en 1951.

## Bâtiments remarquables et lieux de mémoire
- Le Premier ministre Pierre Mauroy a habité à un numéro inconnu avenue Bosquet dans les années 1980 et 1990[1].
- No 3 : l’aviateur Dieudonné Costes vit dans cet immeuble entre 1930 et 1973.
- No 7 : le médecin Hyacinthe Vincent vit dans cet immeuble entre 1932 et 1950. Une plaque lui rend hommage.
- No 9 : hôtel du marquis d'Hervey de Saint-Denys, puis du comte Boniface de Castellane.
- No 12 : Institut de l'Alma (école, collège et lycée privés).
- No 16 : hôtel du comte Octave de Béhague et de sa femme, née Haber.
- No 19-21 : siège de l'Organisation internationale de la francophonie (OIF).
- No 22 : hôtel de la famille du comte de Béhague.
- No 28 : le fondateur des Équipes sociales Robert Garric vit dans cet immeuble entre 1933 et 1967. Une plaque lui rend hommage.
- No 55 : siège de la Délégation générale à l'emploi entre 1977 et 1998[2]. Ce bâtiment devient ensuite le siège du MEDEF.
- No 58 : Fédération des aveugles de France. Une plaque commémorative rend hommage aux aveugles de la Résistance.
- No 65 : « maison à loyer » (P. Noël architecte)[3]

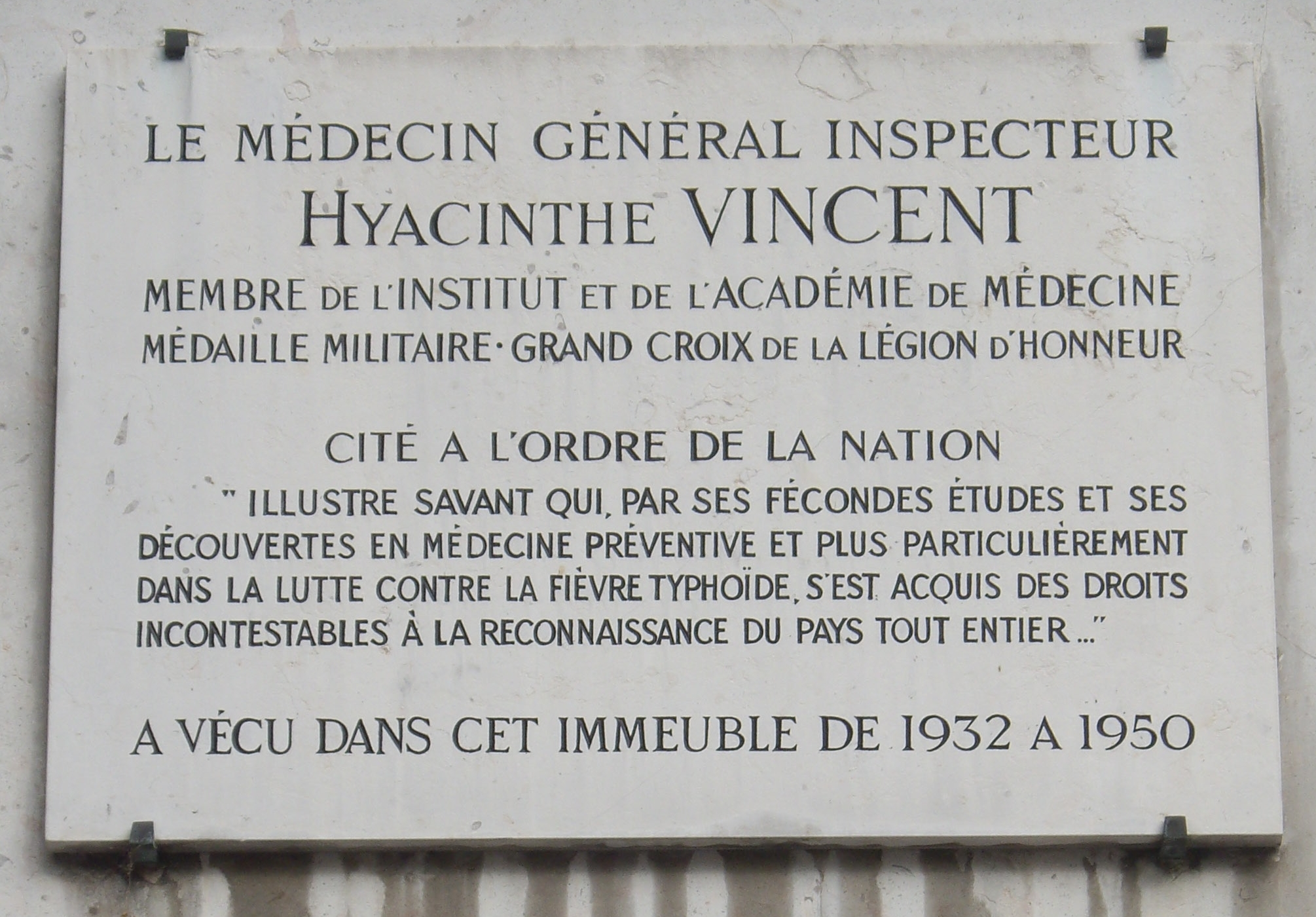
Plaque au no 7.
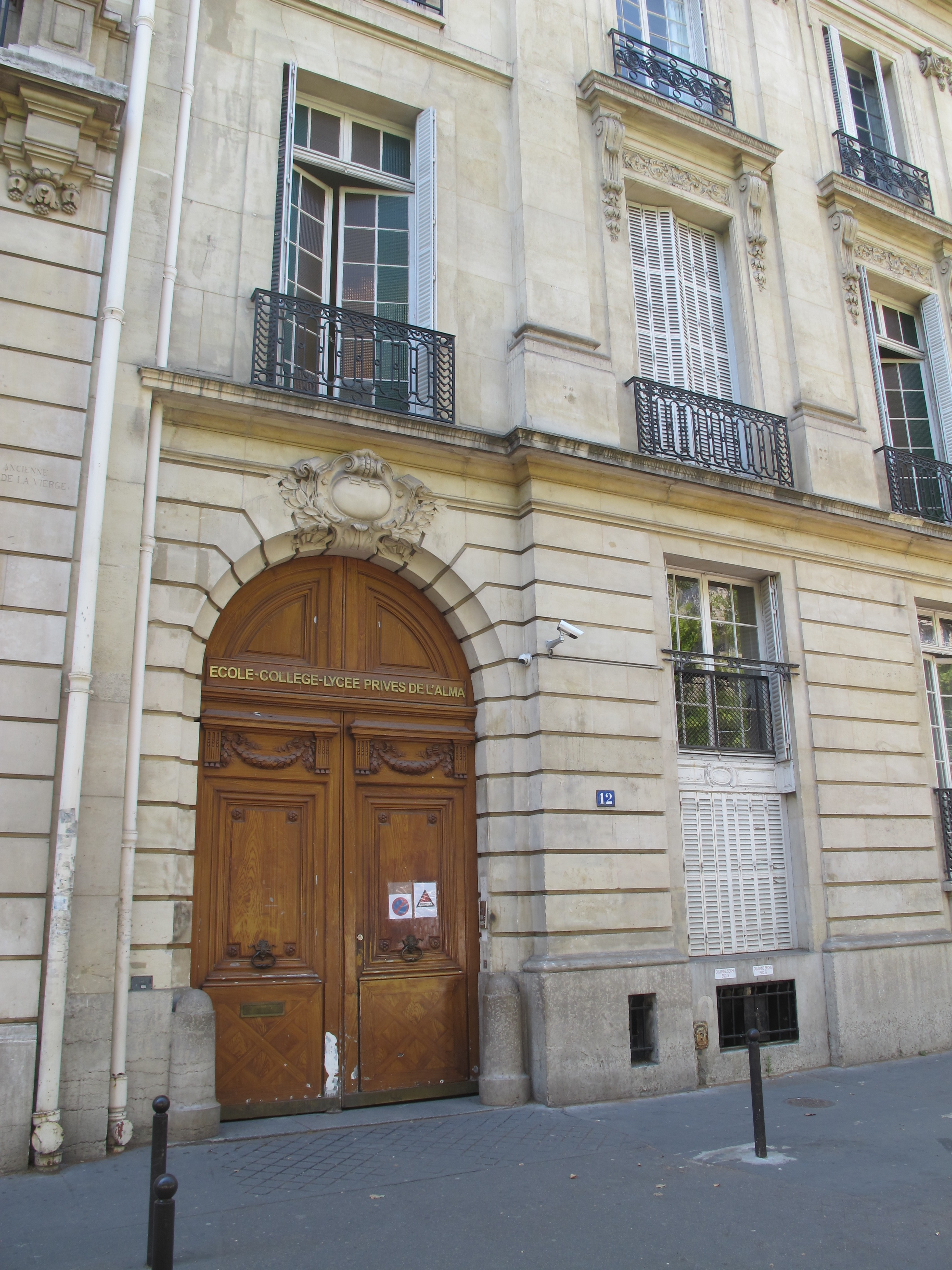
Institut de l'Alma au no 12.
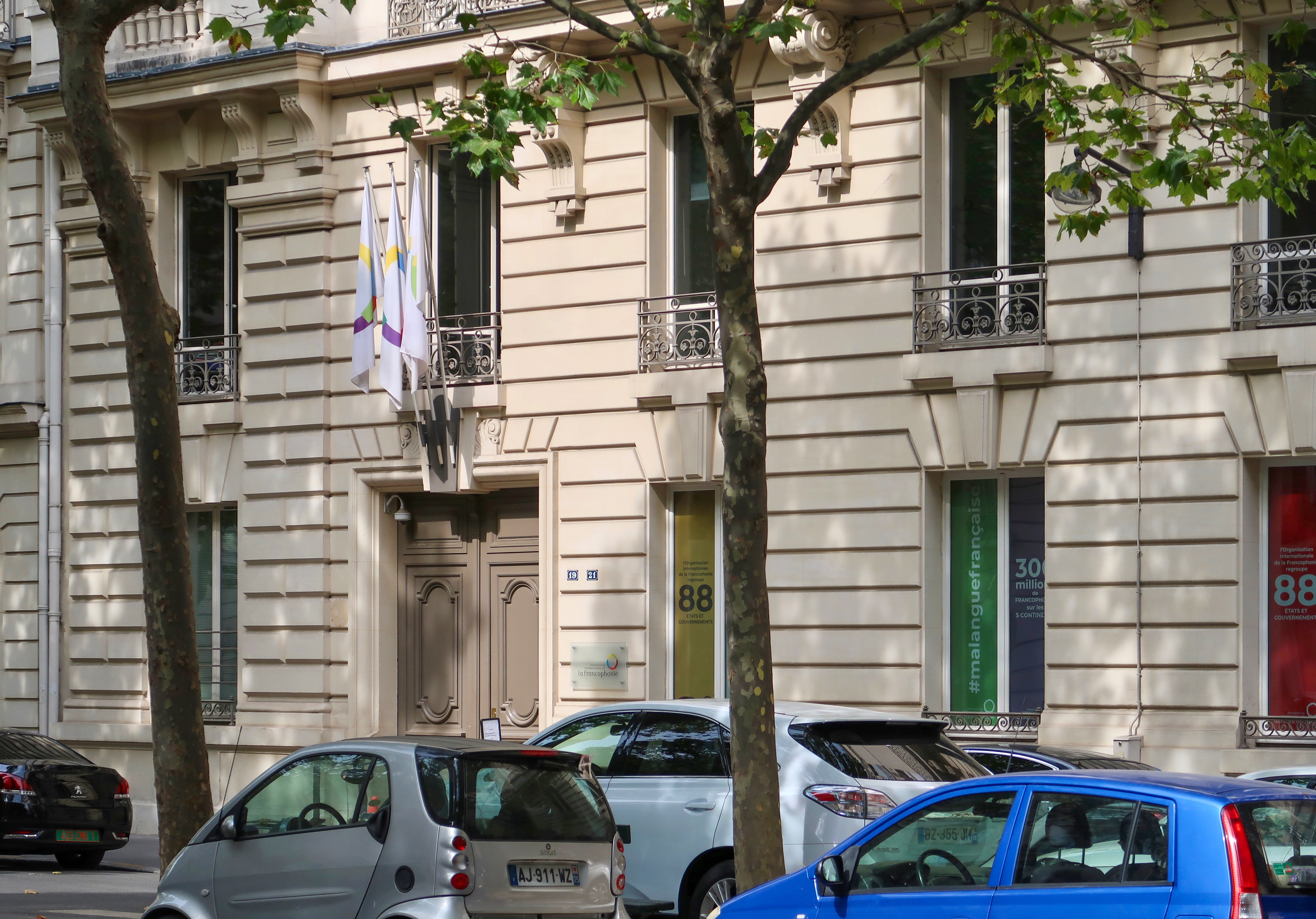
Siège de l'OIF au no 19.
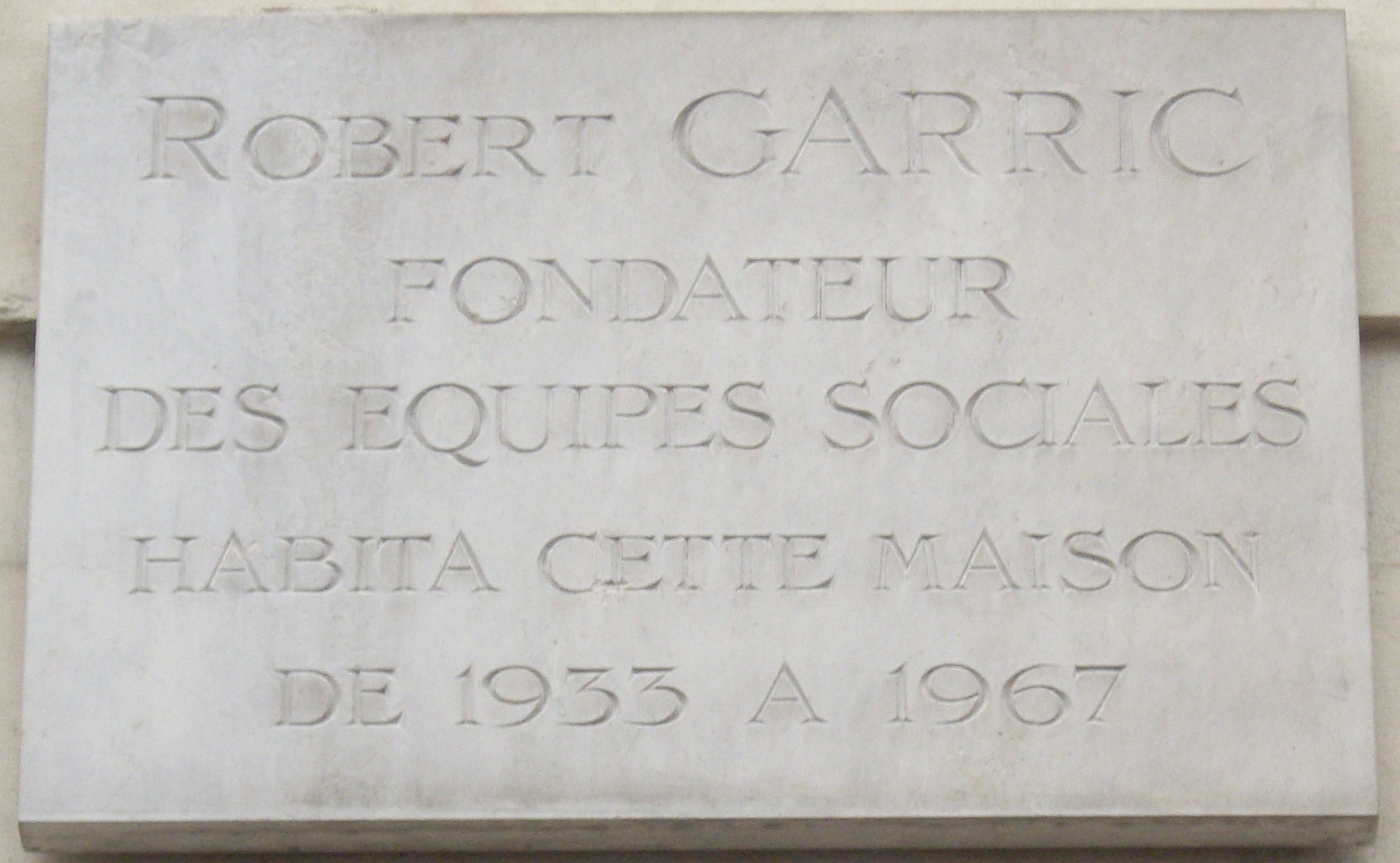
Plaque au no 28.
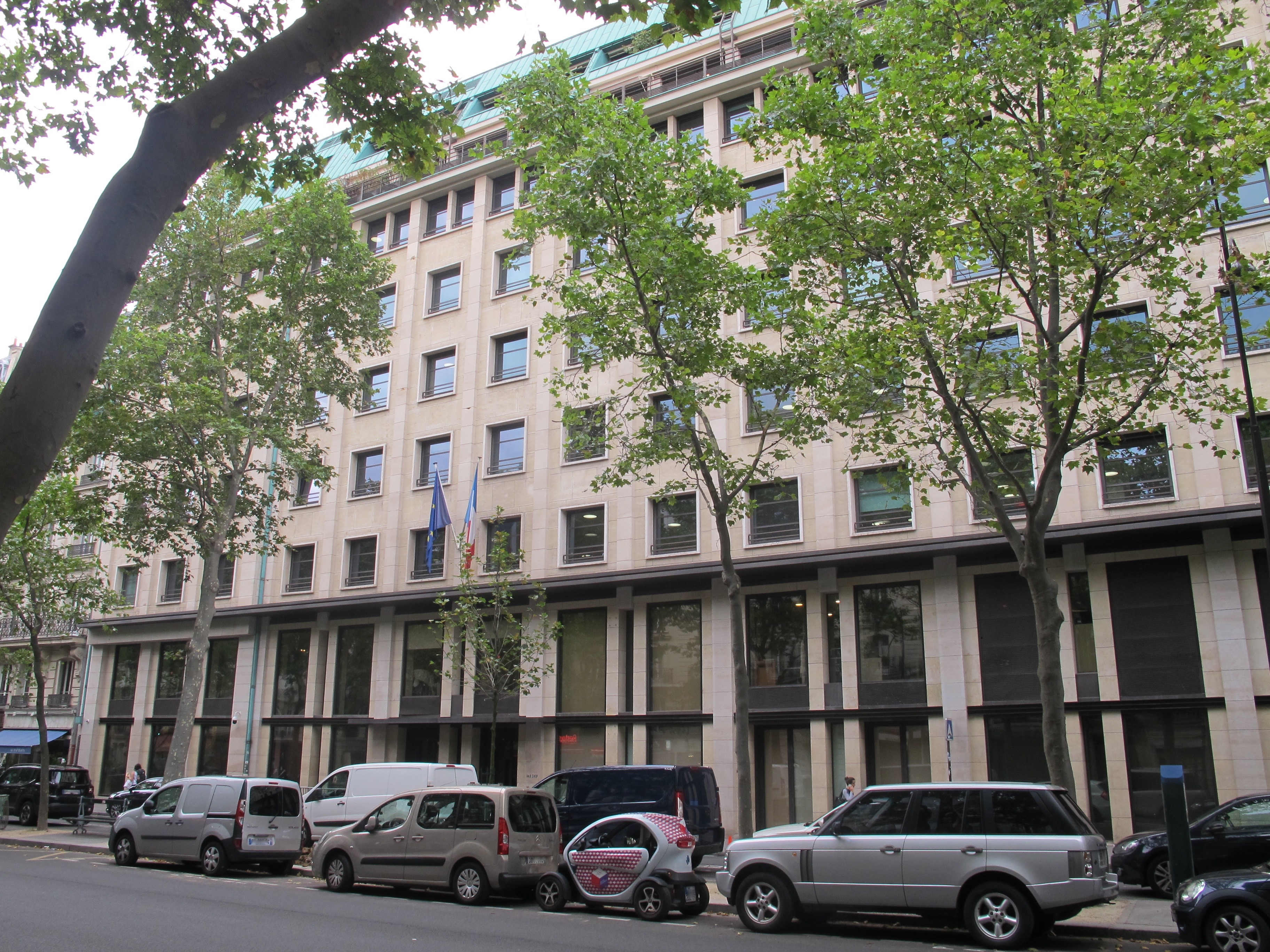
Siège du MEDEF au no 55.
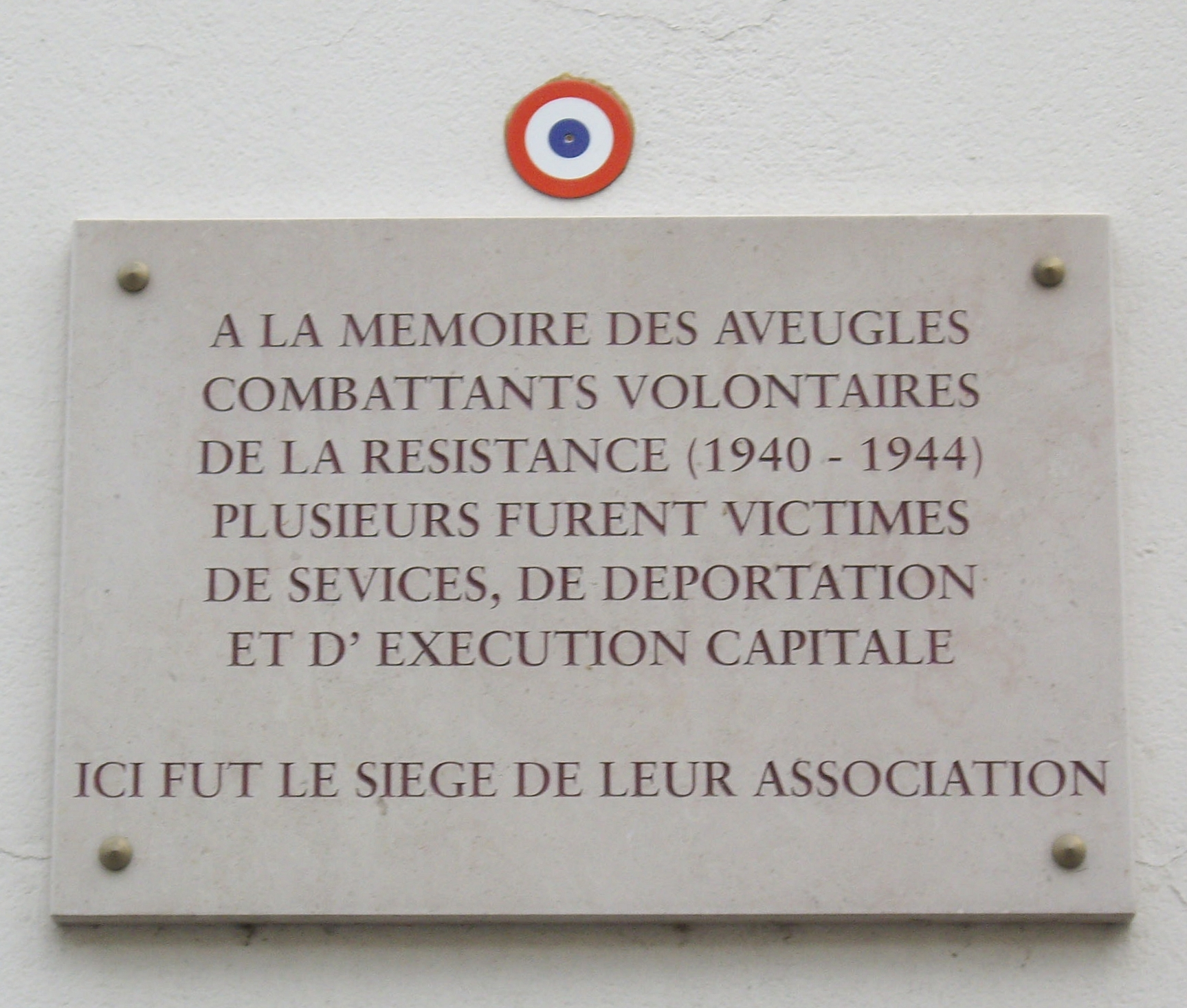
Plaque au no 58 : « À la mémoire des aveugles combattants volontaires de la Résistance (1940-1944). Plusieurs furent victimes de sévices, de déportation et d'exécution capitale. Ici fut le siège de leur association. »